# Baki Davrak
Baki Davrak (nacido en 1971) es un actor turco-germano conocido por su papel en la película Al borde de Seite (Auf der anderen Seite) que ganó el premio al Mejor Guion en el Festival Internacional de Cine de Cannes de 2007.

## Biografía
Baki Davrak estudió en Hannover y en teatros de Berlín. A pesar de que ha trabajado en películas numerosas,  continúa actuando en el teatro.
Davrak Atención obtenida primero en Kutlug Ataman  1997 película Lola und Bilidikid (Lola y Billy el Niño) y Thomas Arslan  1999 Comerciante de película. Después de estas películas, Baki Davrak tomó una rotura de producciones de película y devenía un cuidado taker de un parque hasta Fatih Semejante le ofreció la función principal cuando Profesor Nejat, un profesor de descenso turco quién teaches alemán, en su 2007 película Auf der anderen Seite (El Borde de Heaven). La película ganó varios premios internacionales que incluyen mejores screenplay, director mejor, más actor de apoyo y actriz de apoyo mejor. En el mismo año, Baki Davrak también aparecido en Heraldo Bergmann  película, Brinkmanns Zorn (Brinkmann  Ira).
Baki Davrak También ha aparecido en serie televisiva numerosa y las películas que incluyen Wolffs Revier, Eva Rubia, y Meine verrückte türkische Hochzeit (hecho al inglés Me Doy un beso Kismet), aunque la mayoría de las funciones era pequeño. De enero de 2008 hasta que agosto 2009,  apechugue con el WDR escena radiofónica cuando  juegue la función de Nadir Taraki, el detective criminal principal en los primeros cuatro plazos de una serie radiofónica.
Además de suplente, Baki Davrak también escribe. Su primer volumen de poesía era para ser publicado en 2007, pero estuvo retrasado.

## Filmografía

### Series de televisión
| Año       | Título                                     | Función           |
| --------- | ------------------------------------------ | ----------------- |
| 2020–     | Çukur                                      | Ogeday Erdenet    |
| 2016–2017 | Vatanım Sensin                             | Vasili            |
| 2010      | Mordkommission Estambul                    | Erhan Akalın      |
| 2010      | Ein Full für zwei                          | Valon Majko       |
| 2010      | KDD - Kriminaldauerdienst                  | Türkischer Heiler |
| 2009      | Tatort                                     | Kuzen             |
| 2006      | Kommissarin Lucas                          | Cengiz Özgür      |
| 2004      | Alarma für Cobra 11 - Dado Autobahnpolizei | Scherge           |
| 2004      | Eva Blond                                  | ?                 |
| 2004      | Wolffs Revier                              | Klaus Sänger      |
| 2000      | Der Puma - Kämpfer mit Herz                | Jens Schlegel     |
| 1999      | Balko                                      | Romano            |

### Series web
| Año  | Título                       | Función         |
| ---- | ---------------------------- | --------------- |
| 2020 | Aumento de Imperios: Ottoman | Đurađ Branković |

### Películas
| Año  | Título                                               | Función       |
| ---- | ---------------------------------------------------- | ------------- |
| 2014 | Kırımlı                                              | Bauer         |
| 2011 | Praktican vodic kroz Beograd sa pevanjem i plakanjem | Orhan         |
| 2011 | Bizim Büyük Çaresizliğimiz                           | Fikret        |
| 2010 | No Me Olvida Estambul                                | ?             |
| 2007 | El Borde de Heaven                                   | Nejat Aksu    |
| 2006 | Brinkmanns Zorn                                      | Konrad        |
| 2003 | Pasado por Noche                                     | Marc          |
| 2003 | Scardanelli                                          | Waiblinger    |
| 2001 | Null Uhr 12                                          | Polis         |
| 2001 | Planeta Alex                                         | Jo            |
| 1999 | Bevor der Etiqueta anbricht                          | Asker         |
| 1999 | Dado Braut                                           | August Goethe |
| 1999 | Comerciante                                          | Zeki          |
| 1999 | Lola und Bilidikid                                   | Murat         |